# 東急こどもの国線
こどもの国線（こどものくにせん）は、神奈川県横浜市緑区の長津田駅と同市青葉区のこどもの国駅を結ぶ鉄道路線である。横浜高速鉄道が第三種鉄道事業者として線路を保有し、東急電鉄が第二種鉄道事業者として旅客の運送を行う。1997年までは社会福祉法人こどもの国協会が施設を所有していた。
路線図や駅ナンバリングで使用される路線カラーは青色、路線記号はKD。

## 路線データ
- 管轄：横浜高速鉄道（第三種鉄道事業者）、東急電鉄（第二種鉄道事業者）
- 路線距離：3.4 km
- 軌間：1,067 mm
- 複線区間：なし（全線単線）
- 電化区間：全線（直流1,500 V）
- 閉塞方式：車内信号閉塞式（ATC-P）
- 最高速度：65 km/h[1]

## 歴史
米軍田奈弾薬庫（元・旧陸軍東京兵器補給廠・田奈部隊填薬所）跡地の丘陵に1965年（昭和40年）に開園した児童厚生施設「こどもの国」へのアクセス路線として、1967年（昭和42年）4月28日に開業した。開業当初はスタフ閉塞方式だった。
弾薬輸送を目的として1942年（昭和17年）に敷設された、横浜線長津田駅から旧・田奈弾薬庫への引き込み線を活用しているが、営業路線への転換や建設に当たって東急が支援している。建設計画時にはこどもの国駅から現在の緑山スタジオ・シティ、三輪緑山付近を経て小田急小田原線の鶴川駅までの延伸案や、同線玉川学園前駅への延伸案があったが、こどもの国協会法の制定審議過程で延伸案は否案された。
開業初期には大井町駅からの直通臨時快速列車や小学生の遠足などの団体列車の運行もあった。
当初より社会福祉法人（1981年まではこどもの国協会法〈現廃止〉に基づく法人）こどもの国協会が施設を保有し、東急に運転管理を委託する形で営業されていたが、1987年（昭和62年）4月1日、地方鉄道法に代わる鉄道事業法施行により、協会が第三種鉄道事業者、東急が第二種鉄道事業者となる。
1989年（平成元年）1月26日からはワンマン運転が開始され、車両の扉の横に「ワンマン」のシールを貼っていた。

### 通勤線化
1986年頃から沿線の大規模な宅地化が進み、沿線人口の増加によって通勤需要が高まった。しかし、通勤需要をも担う通常の鉄道路線として営業を行うには公益法人としての目的から逸脱するため、こどもの国協会は1997年（平成9年）8月1日付で第三種鉄道事業を第三セクター横浜高速鉄道に譲渡した。
横浜高速鉄道は、同年10月から改良工事に着手。11月10日から、こどもの国が休園し休園日ダイヤとなる月曜日に、初電と終電を除いて列車を運休した。その間は代行バスを走らせ、こどもの国駅の駅舎を建て替え、ロングレール化を行った。さらに行き違い可能な恩田駅を新設し、2000年（平成12年）3月29日から全時間帯運行し沿線住民の通勤需要も担う通常の鉄道路線として営業を開始した。東急ではこれを「通勤線化」と呼んだ。また、通勤線化完成に先立ち、1999年（平成11年）8月1日からは横浜高速鉄道Y000系の営業運転が開始された。
通勤線化工事がされる前には、弾薬庫への引き込み線だった名残で線路脇に使われなくなった線路やピットが残っている場所もあったが、これらは通勤線化工事に伴いほとんどが撤去されている。
なお、恩田駅付近には長津田車両工場があり、東急電鉄と横浜高速鉄道に所属する全車両の整備と、地方に譲渡される車両の改造などを行っている。

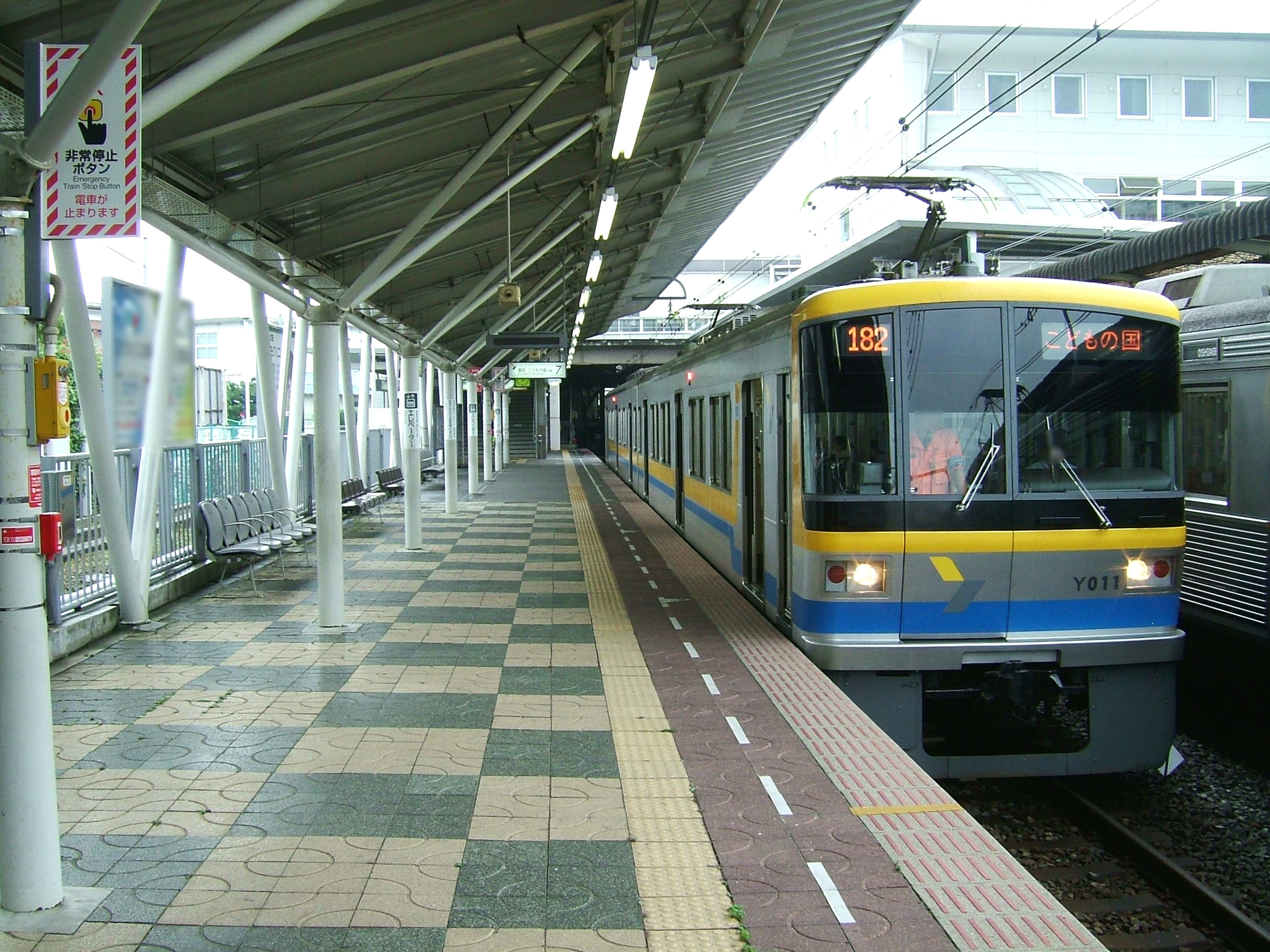
こどもの国線専用の長津田駅7番線
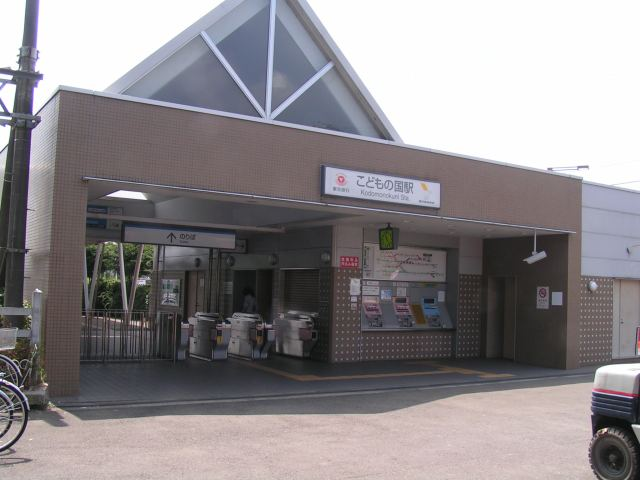
こどもの国駅
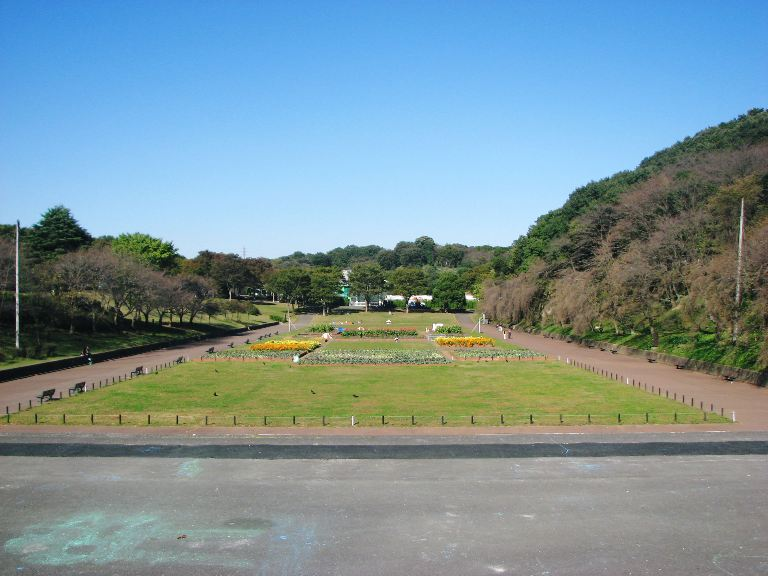
こどもの国
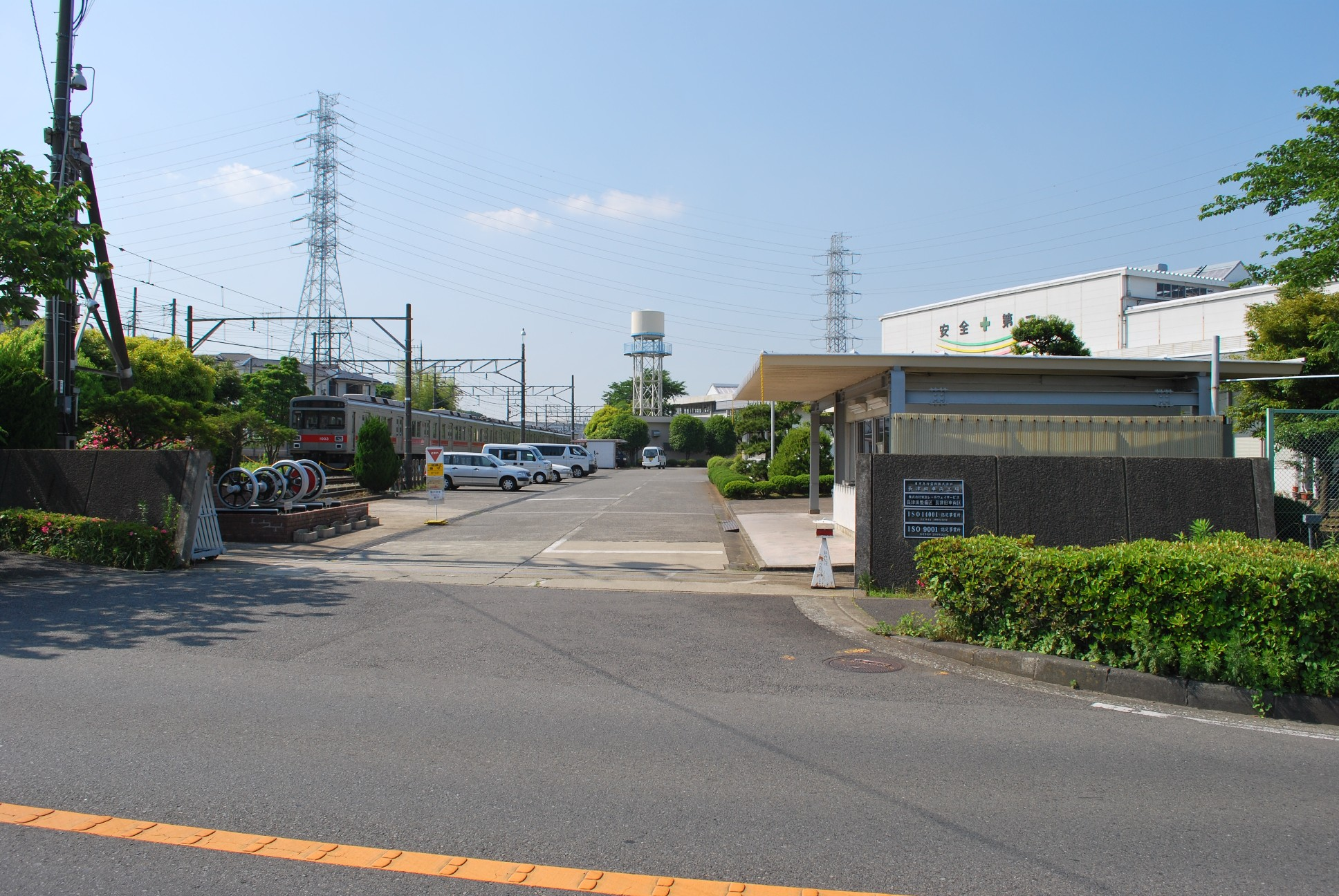
長津田車両工場

### 年表
- 1967年（昭和42年）4月28日 - 開業。
- 1980年（昭和55年）7月2日 - 車両が初代3000系列から7200系アルミ車に置き換わる[8]。
- 1987年（昭和62年）4月1日 - 鉄道事業法施行により、東京急行電鉄が第二種鉄道事業者、こどもの国協会が第三種鉄道事業者となる。
- 1989年（平成元年）
  - 1月17日 - 車両が7200系アルミ車からワンマン運転に対応した7000系（7057 - 7052）に置き換わる[9]。これはワンマン運転に先駆けて、乗務員の習熟運転を行うためで、車掌も乗務していた[10]。
  - 1月26日 - ワンマン運転開始[10]。
- 1997年（平成9年）
  - 8月1日 - こどもの国協会が第三種鉄道事業を横浜高速鉄道に譲渡[2][7]。こどもの国駅無人化。
  - 10月 - 通勤線化のための改良工事開始。
  - 11月10日 - 改良工事のため休園ダイヤ時の列車を全面運休し、バス代行開始[6]。
- 1999年（平成11年）8月1日 - Y000系運転開始。
- 2000年（平成12年）3月29日 - 通勤線化[7]。恩田駅開業[7]。休園ダイヤ廃止。

## 運行形態

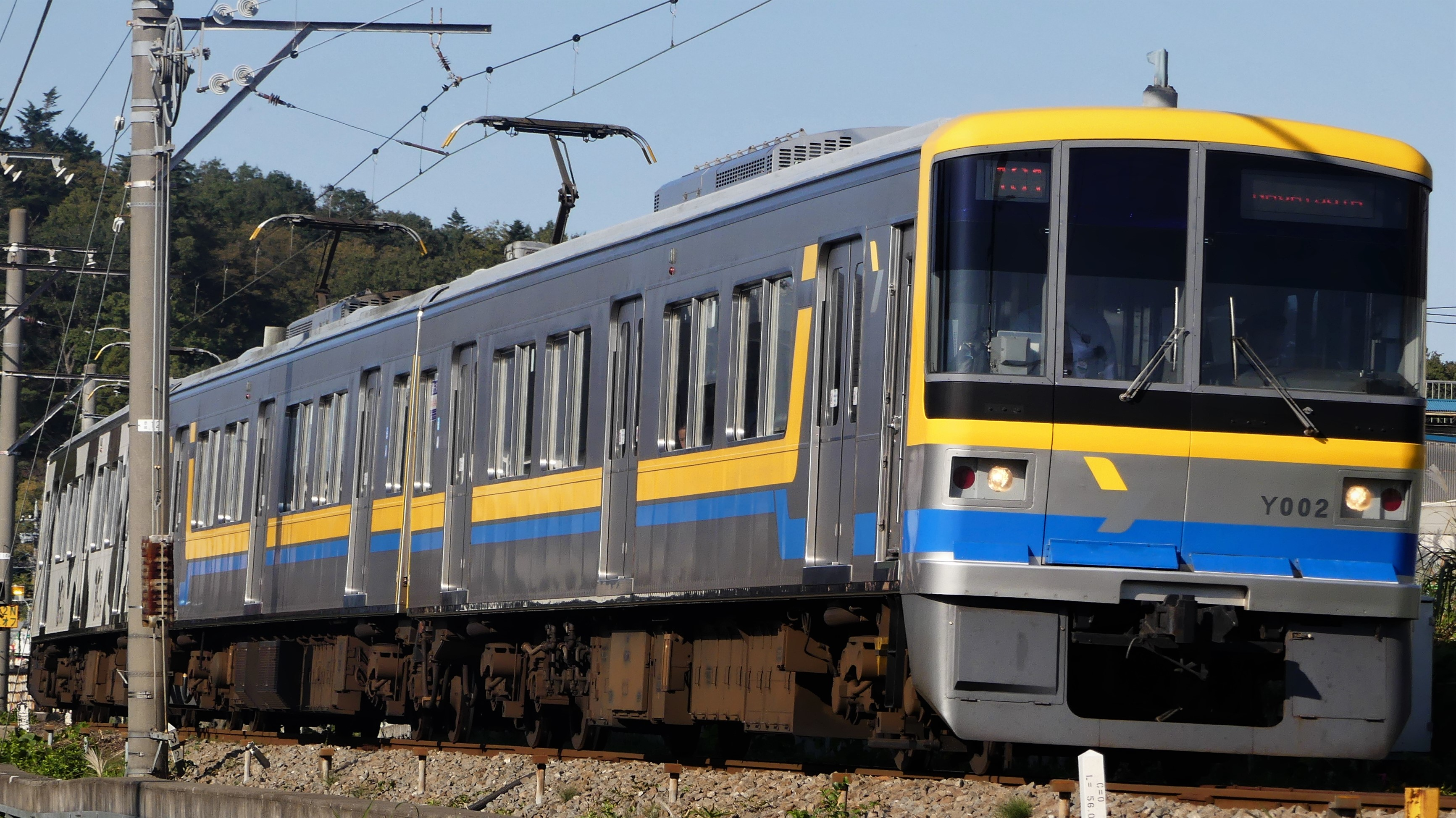
多客期に4両編成で運行されるこどもの国線

### 通勤線化後
運行時間帯は平日が5時台 - 24時台、土休日は6時台 - 23時台であり、列車本数は平日の朝夕の混雑時間帯は最大10分間隔、平日の日中、土休日の終日は20分間隔のパターンダイヤである。また後述する「休園日ダイヤ」も通勤線化によって廃止され、こどもの国の開園の如何に関わらず通常の平日、土休日ダイヤに統一されている。ゴールデンウィークや夏休みなどの多客期には、日中の運転間隔を通常の20分間隔から10分間隔にして運転本数を増やすなど、利用状況に応じた対応をしている。急行などの優等列車の運転は行われていない。

### 通勤線化前
通勤線化前は専ら「こどもの国」へのアクセス路線という位置づけで、運転時間帯は「こどもの国」の開園時間に合わせ、全日8時台 - 18時台となっていた。休日ダイヤの方が本数が多いうえに列車間隔も不均等で、天候や「こどもの国」の利用状況に応じて運転される「不定期列車」が数多く設定されていた。また、「こどもの国」の休園日である毎週月曜日（月曜日が祝日の場合はその翌日）は「休園日ダイヤ」という毎時1本程度運転のダイヤであり、この「休園日ダイヤ」にも、通常の休園日に用いられる「平日休園日ダイヤ」と、元日など限られた日しか用いられない「休日休園日ダイヤ」の二種類が存在した。
また途中の交換設備（恩田駅）がなかったため、1本の列車が往復する運行しかできず、ゴールデンウィークや夏休みなどの多客期には、大井町線用の5両編成の列車を走らせて対応していた。この場合はワンマン運転を取りやめ、車掌が乗務していた。

## 使用車両
こどもの国線の車両は次の通り。
- 初代（開業時 - 1975年）：東急3000系 デハ3405-クハ3866
  - 1972年にクハ3866はクハ3662に取替。閑散時はデハ3405の単行運転。
  - その後デハ3405は東急車輛製造（現・総合車両製作所横浜事業所）の入換車としてこどもの国線塗装のまま1985年頃まで使用された後は解体。クハ3662は廃車後斎藤茂太が引き取り府中市の病院で施設として利用、病院の改築時に解体。クハ3866は本線復帰後車体の更新を受け、旧3000系の全廃直前にリバイバルカラー化され、1989年3月まで池上線や目蒲線などで使用された。
  - 検査等の際は田園都市線所属の7200系などがこどもの国マークを掲げて代走した。
- 2代目（1975年 - 1980年）：東急3000系（3600系） デハ3608-クハ3772
  - デハ3608は1980年8月に廃車、弘南鉄道へ譲渡、1995年まで使用された。クハ3772は11月に目蒲線へ転属、その後池上線で使用され1982年9月に廃車、上田交通（現・上田電鉄）へ譲渡され、同社別所線の昇圧に伴い1986年に廃車。
- 3代目（1980年 - 1989年）：東急7200系 デハ7200-クハ7500（アルミ車体試作車）
  - 1991年2月に事業用車（デヤ7200・デヤ7290）となり、その後7500系「TOQi」の就役により、デヤ7200は2013年11月、デヤ7290は2014年に廃車。
  - 検査時及び月曜の休園日は2両編成の東急6000系（初代）、混雑時は東急5000系（初代）・東急8000系等の大井町線用5両編成を使用[11][12]。
- 4代目（1989年 - 2000年）：東急7000系（初代） デハ7057-デハ7052（ワンマン改造車）
  - こどもの国線を引退後、東急車輛製造（現・総合車両製作所横浜事業所）の入換車となる。その後、2008年からデハ7052が同社内で保存。
  - 多客期および7000系が検査入場した際は大井町線用の8000系等を使用。
  - この時まで、こどもの国発長津田行でも方向幕は「こどもの国」のまま固定表示して往復していた。長津田行で行先の「長津田」を表示するようになるのは5代目の横浜高速鉄道Y000系からである。
- 5代目（1999年 - ）：横浜高速鉄道Y000系
  - 2両編成。混雑時は2本連結した4両編成で運行されることもある。
  - こどもの国線へ新車が直接的に投入されたのはこれが初。

また、1996年には大井町線用の東急9000系9007Fが計3日間3両編成化されてこどもの国線で運用されたことがある。
2019年11月10日には、東急7000系が臨時運用に加わった。18m車がこどもの国線で運用されるのは20年ぶりの出来事であった。

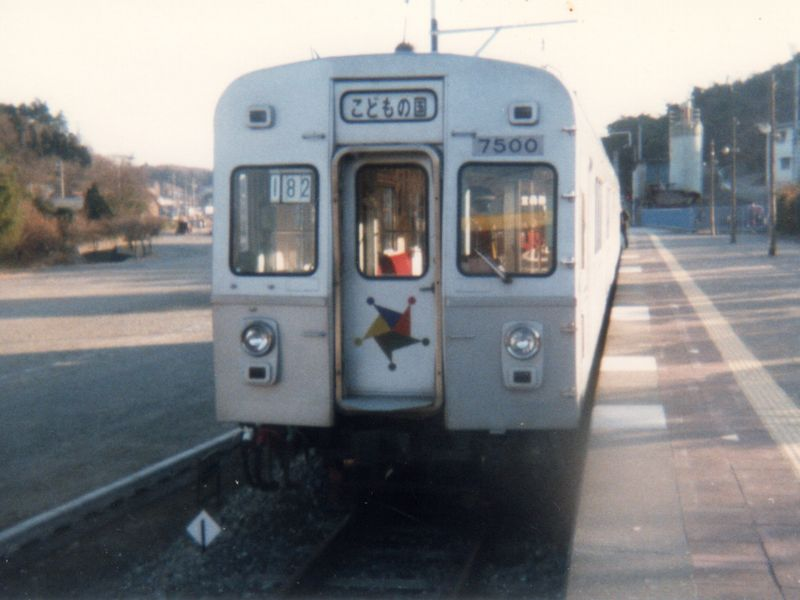
東急7200系アルミ車体試作車（1985年8月）
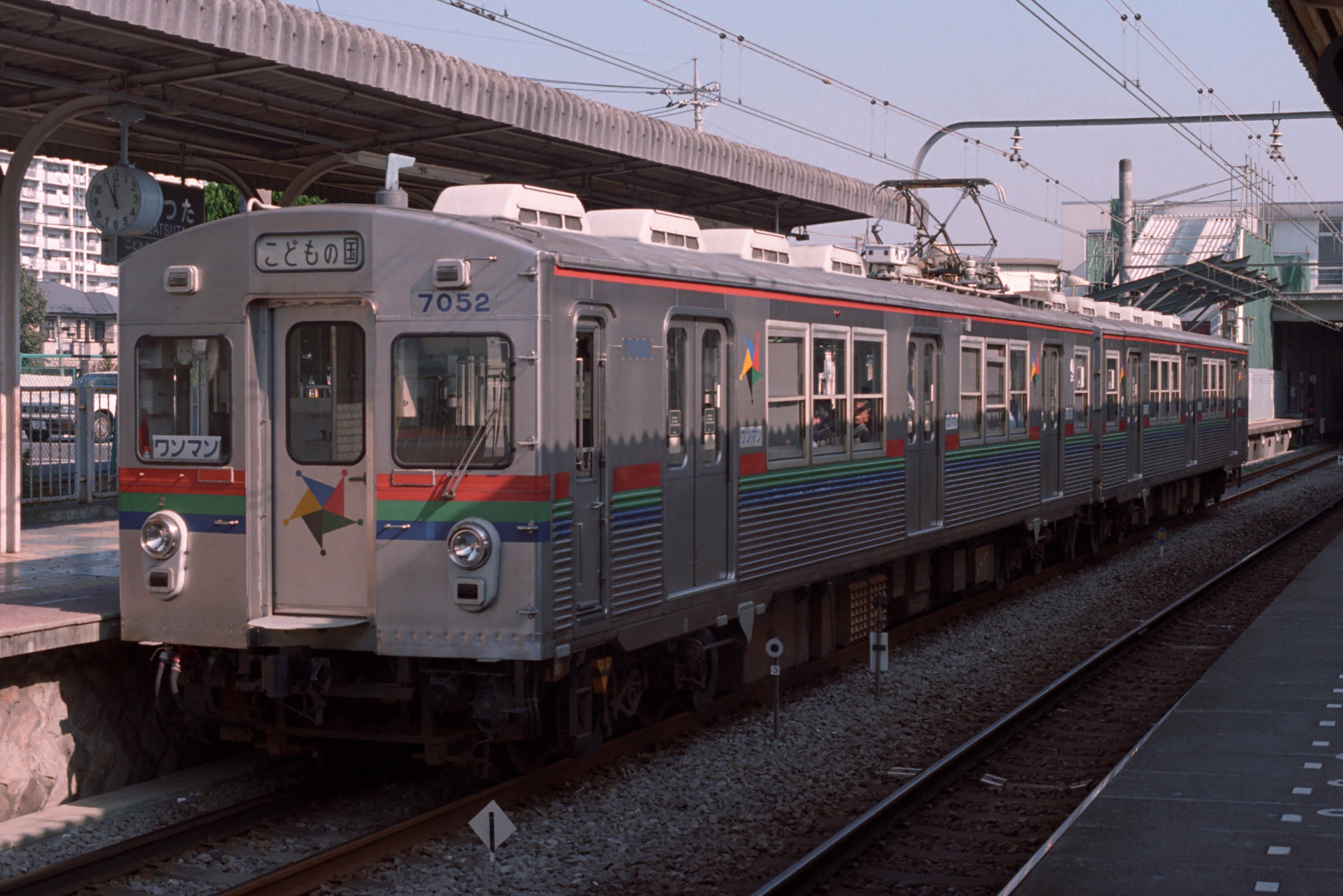
Y000系が入線するまで使用された東急7000系電車（1998年頃）
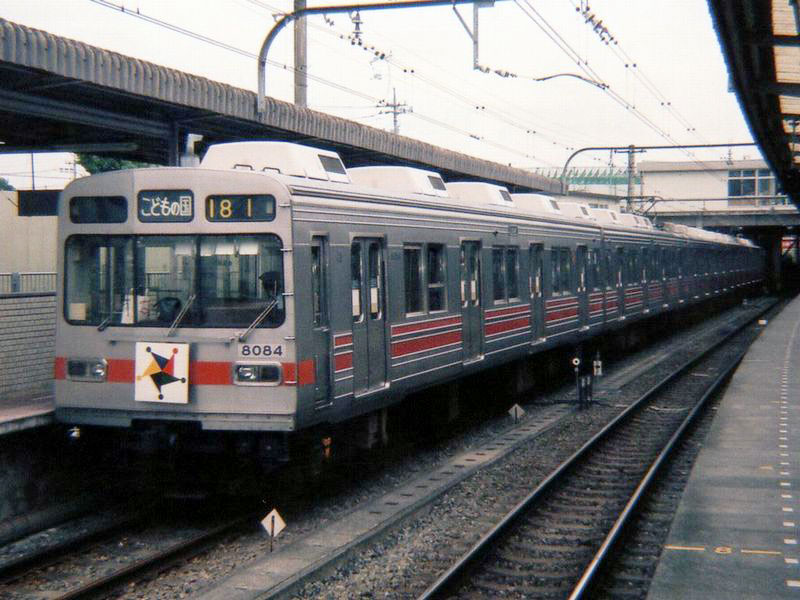
こどもの国線運用に入った東急8090系電車（1991年頃）
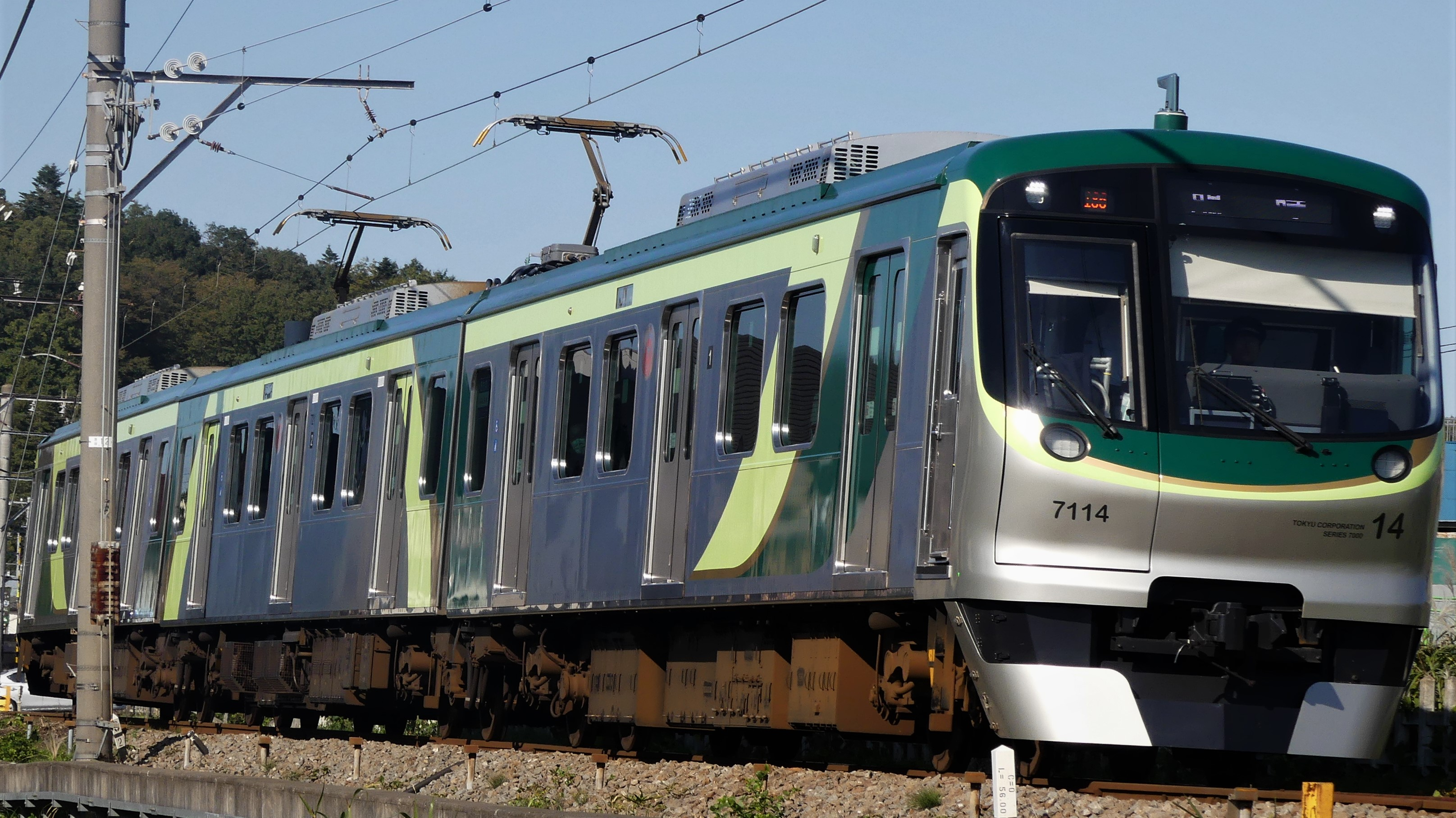
こどもの国線の臨時運用につく東急7000系

## 運賃
運賃は他の東急の路線とは別体系となっている。全線均一制で、交通系ICカード利用の場合は157円、切符購入・タッチ決済の場合は160円（小児はそれぞれ78円、80円。ただしタッチ決済は小児運賃設定なし）である。
東急他路線の駅との運賃は合算となるが、田園都市線青葉台駅・田奈駅・つくし野駅・すずかけ台駅の各駅との間は乗継割引があり、合算額から20円（小児10円）引きとなる。交通系ICカード・タッチ決済で乗継割引の適用を受けるには、恩田駅もしくはこどもの国駅と、田園都市線長津田駅の改札機通過時刻の差が60分以内である必要がある。

### 運賃収受方式
実質全駅無人駅であるが、車内収受は行わない。恩田駅・こどもの国駅には自動券売機・自動改札機・自動精算機が設置されている。長津田駅の本路線乗り場は田園都市線改札外に位置している上、改札口が設けられていない。
- 長津田駅にて田園都市線から乗り換える場合
本路線に有効な乗車券であれば改札外に出場できる
- 長津田駅から乗車する場合
駅舎内（2階）の券売機で乗車券を購入するか、下車駅精算（恩田駅・こどもの国駅の精算機で支払う）となる。
- 長津田駅で下車する場合
「きっぷ回収箱」への旅客自ら乗車券を投入する

特殊な例では、2009年3月20日 - 22日に運転された田園都市線梶が谷駅からの臨時直通列車の乗車には、東急線全線（こどもの国線を含む）が1日間乗り降り自由となる「こどもの国入園券セットきっぷ」および同きっぷ購入時に先着配布された臨時列車乗車整理券が必要であった。
また、「横濱中華街 旅グルメきっぷ」「東急線ワンデーパス」「東急線・東急バス一日乗り放題パス」「東急線みなとみらい線ワンデーパス」「東急線・東京メトロ共通1日乗車券」「東急線・都営地下鉄・東京メトロ共通1日乗車券」「東急線・相鉄 共通1日乗車券」「東急線キッズパス」は当路線にも乗車可能であるが、これらの乗車券（「おトクなきっぷ」）は恩田駅・こどもの国駅では発売していない。そのため、田園都市線長津田駅の自動券売機で「おトクなきっぷ」を購入後、同駅の窓口でこどもの国線乗車に用いた乗車券を提示することで、こどもの国線運賃の払い戻しを受けることができる。

## 駅一覧
- 全駅神奈川県横浜市内に所在。
- 駅番号は、2012年2月上旬から順次導入された[19]。
- 駅係員による集改札は通常行われない。
  - 恩田駅、こどもの国駅：終日駅員無配置（無人駅）であるが、自動券売機・自動精算機・自動改札機・筆談用ファクシミリ機などが設置され、長津田駅から遠隔操作を行っている。
  - 長津田駅：本路線乗り場には改札口がなく（他路線の改札外）、着駅精算方式となっている。田園都市線乗り場の券売機では本路線の乗車券も発売している。

| 駅番号 | 駅名         | 駅間キロ | 累計キロ | 接続路線                                                     | 所在地 | 位置                                                                |
| ------ | ------------ | -------- | -------- | ------------------------------------------------------------ | ------ | ------------------------------------------------------------------- |
| KD01   | 長津田駅     | -        | 0.0      | 東急電鉄： 田園都市線 (DT22) 東日本旅客鉄道： 横浜線 (JH 21) | 緑区   | 北緯35度31分55秒 東経139度29分40秒 / 北緯35.53194度 東経139.49444度 |
| KD02   | 恩田駅       | 1.8      | 1.8      |                                                              | 青葉区 | 北緯35度32分44秒 東経139度29分32秒 / 北緯35.54556度 東経139.49222度 |
| KD03   | こどもの国駅 | 1.6      | 3.4      |                                                              | 青葉区 | 北緯35度33分29秒 東経139度29分12秒 / 北緯35.55806度 東経139.48667度 |